# Бергман, Вениамин Густавович
Вениамин Густавович Бергман, другой вариант имени — Вениамин (Бениамин) Густав (нем. Beniamin Bergmann, 1772 год, Лифляндская губерния, Российская империя — 1856 год, Рига, Лифляндская губерния, Российская империя) — лютеранский пастор, писатель

 и переводчик, сделал самую раннюю европейскую документированную запись калмыцкого эпоса «Джангар»; из его произведений на русский язык переведена «История Петра Великого» (СПб., 1840, 6 т.т.).
Обучался в Лейпцигском и Йенском университетах, после чего занимался преподавательской деятельностью в Риге и Москве.
В начале 1802 года был отправлен Императорской академией в экспедицию в Калмыцкую степь. В феврале 1802 года прибыл в Сарепту-на-Волге, откуда совершил поездки в течение последующих двух лет. Во время своих экспедиций изучил калмыцкий язык и собрал богатый материал по истории, языку, быту и культуре калмыков. Результаты своих поездок опубликовал в сочинении «Кочевнические скитания среди калмыков в 1802—1803 годах», которое издал на немецком языке в 1804 году в Риге. Отрывки этого сочинения на русском языке были опубликованы в 1826 году в «Азиатском вестнике» и «Вестнике Европы».
Первым в истории европейской этнографии записал из уст неизвестного джангарчи отрывки калмыцкого эпоса «Джангар» в своём сочинении «Героические песни из Джангариады». Сделал перевод с калмыцкого языка буддийского трактата «Йиртмжин толи» (Зеркало вселенной).

## Семья
- Отец — Густав фон Бергман, переводчик, филолог
- Внук — Эрнст фон Бергманн, хирург

## Сочинения
- Nomadische Streifereien unter den Kalmücken in den Jahren 1802 und 1803, Bd. II, Riga, 1804.
- Воспитание детей у калмыков, пер. с немецкого Т. Емельяненко, Теегин герл, 1991, № 3, с. 118—119.
- Любопытные известия о калмыках, Вестник Европы, № 21, ч. XXIV, М., 1805, с. 269—283.
- Путешествие Бергмана к калмыкам, Азиатский вестник, 1826, кн. 3, с. 187—189.
- Peter der Grosse als Mensch und Regen, История Петра Великого, перев. Е. Аладьина, СПб., 1833.